# لامالینچه
لامالینچه یک زن ناوز اهل مکزیک بود که به دلیل مشارکت در فتح امپراتوری آزتک (۱۵۱۹–۱۵۲۱) توسط اسپانیایی‌ها، با ایفای نقش به عنوان مترجم، مشاور و واسطه برای فاتح اسپانیایی هرنان کورتس شناخته می‌شد. او یکی از ۲۰ زن برده‌ای بود که بومیان تاباسکو در سال ۱۵۱۹ به اسپانیایی‌ها دادند. او با کورتکس ازدواج کرد و بعدها اولین پسر خود را به دنیا آورد، که مارتین نام داشت و یکی از اولین مستیزوها (دو ملیتی اروپایی و بومی آمریکایی) بود.
شهرت لا مالینش در طول قرن‌ها تغییر کرده‌است، زیرا مردم مختلف نقش او را در برابر دیدگاه‌های اجتماعی و سیاسی متغیر جوامع خود ارزیابی می‌کنند. به خصوص پس از جنگ استقلال مکزیک، که منجر به استقلال مکزیک از اسپانیا در سال ۱۸۲۱ شد، درام‌ها، رمان‌ها و نقاشی‌ها او را به‌عنوان یک وسوسه‌گر شیطانی یا مکر نشان دادند. امروزه در مکزیک، لامالینچه نماد قدرتمندی است که در جنبه‌های مختلف و اغلب متناقض به عنوان تجسم خیانت، قربانی اصلی، یا مادر نمادین مردم جدید مکزیک شناخته می‌شود. اصطلاح مالینچیستا به یک هموطن بی وفا به خصوص در مکزیک اشاره دارد.

## نام
مالینچه با نام‌های زیادی شناخته می‌شود. او به عنوان یک کاتولیک توسط اسپانیایی‌ها غسل تعمید داده شد و سپس ماریناً نامیده شد،  و اسپانیایی‌ها از او به عنوان یک کاتولیک یاد می‌کردند، که اغلب با دونا افتخاری به آن اشاره می‌شد.  ناوز او را "مالینتزین" می‌نامیدند، که از "مالینا" (تفسیر ناهواتلی نام اسپانیایی او) و پسوند افتخاری -tzin شکل گرفته‌است. به گفته مورخ کامیلا تاونسند، پسوند -e -e گاهی اوقات در انتهای نام اضافه می‌شود و شکل مالینتزین را می‌دهد که به "مالینتزین" کوتاه می‌شود و توسط اسپانیایی‌ها به عنوان "Malinche" شنیده می‌شود  احتمال دیگر این است که اسپانیایی‌ها به سادگی صدای زمزمه -n را نشنیده‌اند.
نام او در بدو تولد مشخص نیست.   حداقل از قرن ۱۹، اعتقاد بر این است که او در ابتدا «مالینالی» (ناهواتل به معنای «علف»)، پس از علامت روز نامیده شده‌است. بر این اساس، مارینا به دلیل شباهت آوایی آن به عنوان نام مسیحی او انتخاب شد.  مورخان مدرن چنین پیشنهادهای اسطوره ای را رد کرده‌اند.   آنها اشاره می‌کنند که ناهوا علامت روز «مالینالی» را با معانی بد یا «شیطان» مرتبط می‌کند،   و معروف است که از استفاده از چنین علائم روز به عنوان نام شخصی خودداری می‌کنند.   علاوه بر این، دلیل کمی وجود دارد که اسپانیایی‌ها از بومیان بپرسند که نام شخصی آنها قبل از اینکه با نام‌های مقدسین جدید کاتولیک تعمید شوند، چیست. 
عنوان "تنپال" اغلب به عنوان بخشی از نام او تصور می‌شد. در حاشیه‌نویسی که توسط مورخ ناهوا، چیمال‌پاهین، بر روی نسخه‌ای از زندگی‌نامه گومارا از کورتس ساخته شده‌است، «مالینتزین تنپال» مکرراً در اشاره به مالینچه استفاده شده‌است.   به گفته فرانسیس کارتونن زبان‌شناس و مورخ، تنپال احتمالاً از ریشه ناهواتل tene شده‌است. که به معنای «لب‌دار، کسی که با شدت سخن می‌گوید»،  یا «کسی که در کلام سهولت دارد»،  و پس‌پوزیشن- -pal، که به معنی "به وسیله" است.  مورخ جیمز لاکهارت، با این حال، پیشنهاد می‌کند که "تنپال" ممکن است از تننپیل گرفته شده باشد. یا "زبان کسی".  در هر صورت، به نظر می‌رسد «مالینتزین تنپال» به عنوان حسابی از گرته‌برداری دونا مارینا لا لنگوا اسپانیایی در نظر گرفته شده‌است.   با لا لنگوا ("مترجم"، به معنای واقعی کلمه "زبان" ) سوبریکت اسپانیایی او است. 

## زندگی

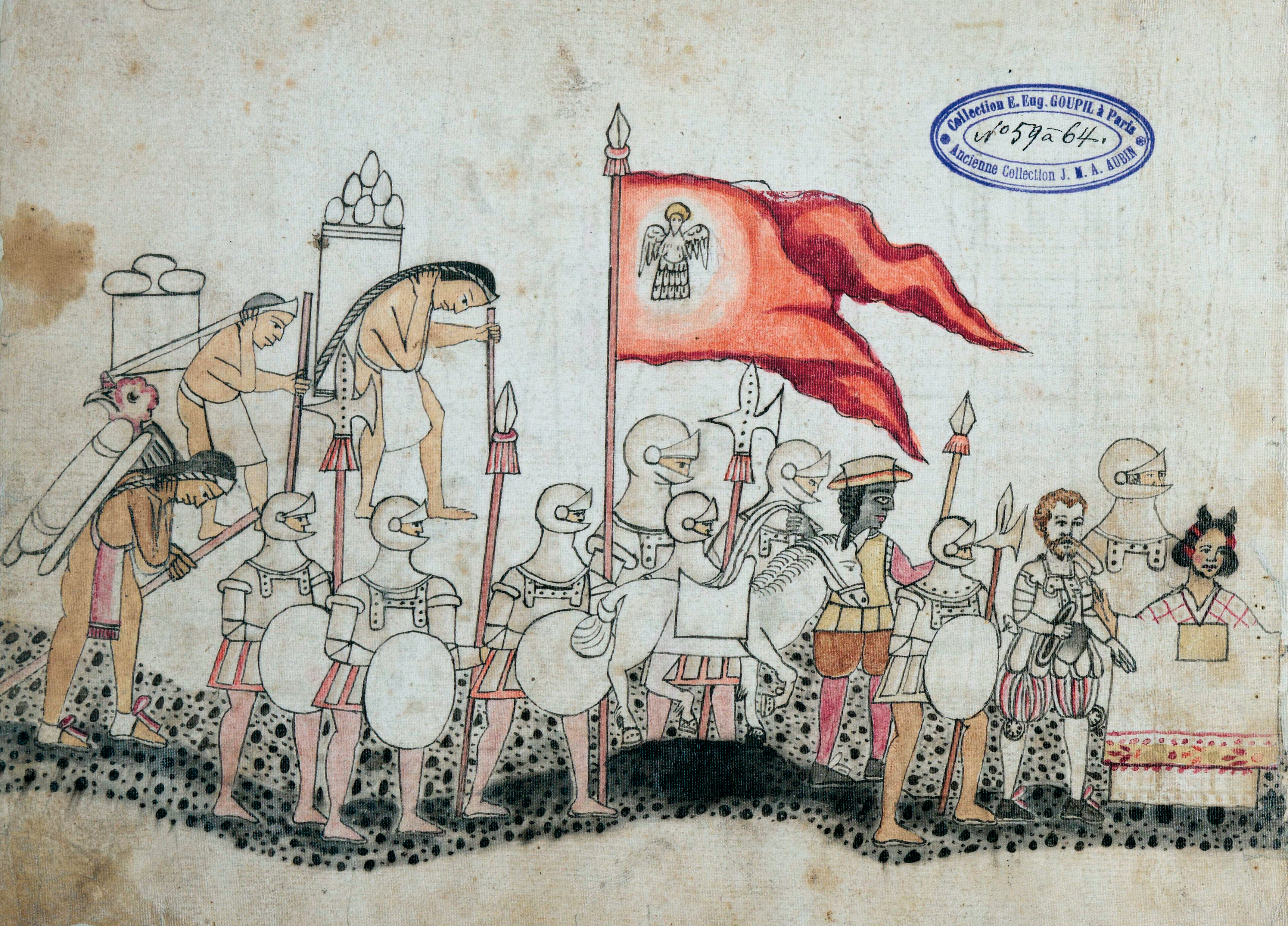
دفترنامه آزکاتیتلان، ارنان کورتس و مالینچه (سمت راست)، نسخه خطی تصویری بومی اوایل قرن شانزدهم از فتح مکزیک

تاریخ تولد وی نامشخص است،    تخمین زده می‌شود که حدود ۱۵۰۰ باشد، و احتمالاً دیرتر از ۱۵۰۵ بود. که یا بخشی یا شاخه ای از یک ایالت مزوآمریکایی بود که مرکز آن در ساحل رودخانه کواتزاکوآلکوس در شرق امپراتوری آزتک قرار داشت.    در سه دادرسی حقوقی نامربوط که مدتی پس از مرگ او رخ داد، شاهدان مختلفی که مدعی بودند او را شخصاً می‌شناختند، از جمله دخترش، گفتند که او در اولوتلا به دنیا آمده‌است. پروبانزا نوه او نیز اولوتلا را زادگاه خود ذکر کرده‌است.  دخترش افزود که آلتپتل از اولوتلا مربوط به تتی کیپاک بود، اگرچه ماهیت این رابطه نامشخص است.  در کدکس فلورانس، وطن مالینچه به عنوان «تتیک پک» ذکر شده‌است، که به احتمال زیاد شکل مفرد تتی کیپاک است.  گومارا می‌نویسد که او از «اویلوتا» (احتمالاً گونه ای از اویلوتا) آمده‌است. او از منابع دیگر با نوشتن که در منطقه خالیسکو بوده‌است. از سوی دیگر، دیاز «پاینلا» را زادگاه خود می‌داند.  
گزارش شده‌است که خانواده او دارای پیشینه اصیل بودند.  گومارا می‌نویسد که پدرش با یک حاکم محلی خویشاوند بود،  در حالی که دیاز نقل می‌کند که پدر و مادرش حاکم بودند.  تاونسند خاطرنشان می‌کند که اگرچه اولوتلا در آن زمان احتمالاً اکثریت پوپولوکا را داشت، نخبگان حاکم که ظاهراً مالینش به آن تعلق داشت، ناهواتل زبان بودند. نکته دیگری که از اصل اصیل او پشتیبانی می‌کند، توانایی ظاهری او در درک زبان درباری tecpillahtolli ("سخنرانی اربابی")، یک فهرست ناهواتل است که به طور قابل توجهی با گفتار مردم عادی متفاوت است و باید آموخته شود.   این واقعیت که او اغلب به عنوان دونا می‌شد، در آن زمان اصطلاحی که معمولاً در اسپانیا به کار نمی‌رفت، نشان می‌دهد که او به عنوان یک نجیب زنی دیده می‌شد.  اما ممکن است این افتخار توسط اسپانیایی‌ها به دلیل شناخت نقش مهم او در فتح به او داده شده باشد. 
مالینچه احتمالاً بین ۸ تا ۱۲ سال داشت  که یا فروخته شد یا به بردگی ربوده شد.   دیاز نوشت که پس از مرگ پدرش، او توسط مادر و ناپدری‌اش به بازرگانان سپرده شد تا پسرشان (برادر ناتنی مالینش) از حقوق وارث برخوردار شود.   محققان، مورخان و منتقدان ادبی به‌طور یکسان، در مورد گزارش دیاز در مورد منشأ او تردید کرده‌اند، تا حد زیادی به دلیل تأکید شدید او بر کاتولیک در طول روایتش از وقایع.   
به‌طور خاص، سونیا رز دو فوگل، مورخ، تکیه بیش از حد دیاز بهپلی سیندتون (که ساختار جمله تعدادی از داستان‌های کتاب مقدس را تقلید می‌کند) و همچنین تصویر کلی او از مالینچه به عنوان یک زن مسیحی آرمانی را تحلیل می‌کند. اما تاونسند معتقد است که احتمالاً برخی از افراد او بدون توجه به دلیل، در قاچاق او شریک بوده‌اند.  مالینچه به زیکالانگو،  یک شهر بندری بزرگ در منطقه برده شد.  او بعداً توسزبان مایایی یوکاتانیط گروهی از Chontal Maya خریداری شد که او را به شهر پوتونچان آوردند. در اینجا بود که مالینچه شروع به یادگیری زبان مایا و شاید زبان مایایی یوکاتانی کرد.   فراگیری زبان بعداً او را قادر ساخت تا با جرونیمو د آگیلار، مترجم دیگری برای کورتس که به یوکاتک مایا و همچنین اسپانیایی مادری‌اش صحبت می‌کرد، ارتباط برقرار کند. 

## فتح مکزیک
به Moteucçoma گفته شد که چگونه اسپانیایی‌ها یک زن هندی مکزیکی [ناهواتل‌زبان] به نام مارینا، شهروند شهرک Teticpac، در ساحل دریای شمال [کارائیب] را با خود می‌آوردند، که به عنوان مترجم خدمت می‌کرد و گفت: به زبان مکزیکی همه چیزهایی که کاپیتان دون هرناندو کورتس به او گفت.

— Report from the emissaries to Moctezuma. Florentine Codex, Book XII, Chapter IX
کورتس در اوایل سفر خود به مکزیک با مایاها در پوتونچان مواجه شد.  در نبرد بعدی، مایاها متحمل تلفات قابل توجهی شدند و درخواست صلح کردند. در روزهای بعد آنها به اسپانیایی‌ها هدایایی غذا و طلا و همچنین بیست زن برده از جمله مالینچه اهدا کردند.   زنان غسل تعمید داده شدند و بین مردان کورتس توزیع شدند، که انتظار داشتند از آنها به عنوان خدمتکار و وسایل جنسی استفاده کنند.    مالینچه به آلونسو هرناندز پورتوکاررو، یکی از کاپیتان‌های کورتس داده شد.  او اولین پسر عموی کنت زادگاه کورتس، مدلین بود. 
امهارت‌های زبانی مالینش  زمانی کشف شد که اسپانیایی‌ها با مردم ناهواتل زبان در مواجه شدند.   سن خوان دو اولو فرستادگان موکتزوما برای بازرسی مردم آمده بودند،  اما آگیلار نتوانست آنها را درک کند.   مورخ گومارا نوشت که وقتی کورتس متوجه شد که مالینچه می‌تواند با فرستادگان صحبت کند، به او قول «بیش از آزادی» داد که اگر به او کمک کند موکتزوما را پیدا کند و با او ارتباط برقرار کند.   کورتس مالینچه را از پورتوکاررو گرفت.  بعداً قبل از بازگشت به اسپانیا یک زن بومی دیگر به او داده شد.  
کورتس با کمک آگیلار و مالینش، با فرستادگان موکتزوما صحبت کرد. فرستادگان همچنین هنرمندانی را برای ساختن نقاشی‌هایی از مالینچه، کورتس و بقیه گروه و همچنین کشتی‌ها و سلاح‌هایشان آوردند تا به عنوان رکورد برای موکتزوما ارسال شوند.   دیاز بعداً گفت که ناهوا کورتس را "مالینچه" خطاب می‌کرد.   آنها ظاهراً او را به عنوان نقطه مرجع برای گروه در نظر گرفتند.  
از آن زمان به بعد، مالینچه با آگیلار برای ایجاد پل ارتباطی بین اسپانیایی‌ها و ناهوا همکاری کرد.   کورتس با آگیلار به زبان اسپانیایی صحبت می‌کرد، کسی که برای مالینچه به یوکاتک مایا ترجمه می‌کرد، او نیز به نوبه خود به ناهواتل ترجمه می‌کرد، قبل از اینکه روند را معکوس کند.  هنگامی که اسپانیایی‌ها پس از خروج فرستادگان، با توتوناک ملاقات کردند، زنجیره ترجمه حتی طولانی‌تر شد،  که زبان آن توسط مالینچه و آگیلار قابل درک نبود. در آنجا، مالینچه مترجم ناهواتل را درخواست کرد.   کارتتونن اظهار می‌کند که «جای تعجب است که هر گونه ارتباطی اصلاً انجام شد»، زیرا کلمات اسپانیایی کورتس باید قبل از رسیدن به محلی‌ها به زبان‌های مایا، ناهواتل و توتوناک ترجمه می‌شد، که پاسخ‌های آنها از طریق همان زنجیره بازمی‌گشت. .  ملاقات با توتوناک این بود که اسپانیایی‌ها برای اولین بار از مخالفان موکتزوما مطلع شدند.  
پس از تأسیس شهر ویلا ریکا د لا ورا کروز به منظور رهایی از محدودیت قانونی چیزی که قرار بود یک مأموریت اکتشافی باشد،  اسپانیایی‌ها به مدت دو ماه در یک شهرک نزدیک توتوناک اقامت داشتند. آنها یک اتحاد رسمی با توتوناک برقرار کردند و برای راهپیمایی به سمت تنوشتیتلان آماده شدند.  
اولین سیاست مهمی که آنها در راه تنوچتیتلان با آن مواجه شدند تلاکسکالا بود.  اگرچه تلکس کالتک در ابتدا با اسپانیایی‌ها و متحدان آنها دشمنی داشتند،  بعداً به اسپانیایی‌ها اجازه ورود به شهر را دادند.   تلکسکالان از طریق مالینچه و آگیلار برای اتحاد با اسپانیایی‌ها مذاکره کردند. سوابق تصویری بعدی تلکسکالان از این ملاقات، مالینچه را به عنوان یک چهره برجسته نشان می‌دهد. به نظر می‌رسد که او ارتباط بین دو طرف را برقرار می‌کند، زیرا تلکسکالان به اسپانیایی‌ها هدایایی از غذا و زنان نجیب هدیه می‌دهد تا اتحاد را تقویت کنند.   پس از چند روز در تلاکسکالا، کورتس سفر به تنوچتیتلان را از طریق چولولا (سایت مزوآمریکایی) ادامه داد. در آن زمان او توسط تعداد زیادی از سربازان تلاکسکالا همراه بود.  
اسپانیایی‌ها در چولولا پذیرایی شدند و چند روز در خانه ماندند. کاشفان ادعا کردند که چولولان‌ها از دادن غذا به آنها دست کشیدند، گودال‌های مخفی حفر کردند، سدی در اطراف شهر ساختند و ارتش بزرگ آزتک‌ها را در حومه پنهان کردند تا برای حمله به اسپانیایی‌ها آماده شوند.   به نوعی، اروپایی‌ها از این موضوع مطلع شدند و در یک حمله پیشگیرانه، چولولان‌ها را جمع کردند و قتل‌عام کردند.  گزارش‌های بعدی ادعا کردند که مالینچه این طرح را کشف کرده‌است. به گفته دیاز، یک نجیب‌زاده چولولانی به او نزدیک شد و به او قول داد در صورت تغییر طرف، با پسر آن زن ازدواج کند. با تظاهر به همراهی با این پیشنهاد، به مالینش در مورد طرح گفته شد و بعداً تمام جزئیات را به کورتس گزارش داد.  
در قرون بعد، این داستان اغلب به عنوان نمونه ای از «خیانت» مالینچه به مردمش ذکر شده‌است.  اما مورخان مدرن مانند حسیگ و تاونسند   پیشنهاد کرده‌اند که کشف «قهرمانانه» مالینچه از طرح ادعا شده احتمالاً قبلاً یک داستان ساختگی بوده‌است که قصد داشت کورتس را برای توجیه سیاسی اقدامات خود، به مقامات دور اسپانیایی ارائه دهد. .  به ویژه، هاسیگ پیشنهاد می‌کند که کورتس، به دنبال اتحادهای بومی قوی‌تر که منجر به تهاجم به تنوچتیتلان شود، با تاونسند برای هماهنگ‌کردن قتل‌عام همکاری کرد. چولولا قبل از پیوستن به امپراتوری آزتک یک یا دو سال قبل از تلاکسکالا حمایت کرده بود و از دست دادن آنها به عنوان متحد ضربه سختی به تلکسکالان‌ها بود. ایالت آنها اکنون به‌طور کامل توسط آزتک‌ها محاصره شده بود.    هاسیگ و دیگر مورخان ادعا می‌کنند که تلکسکالان حمله به چولولان‌ها را «آزمایش تورنسل» برای تعهد اسپانیایی‌ها به آنها می‌دانست.  

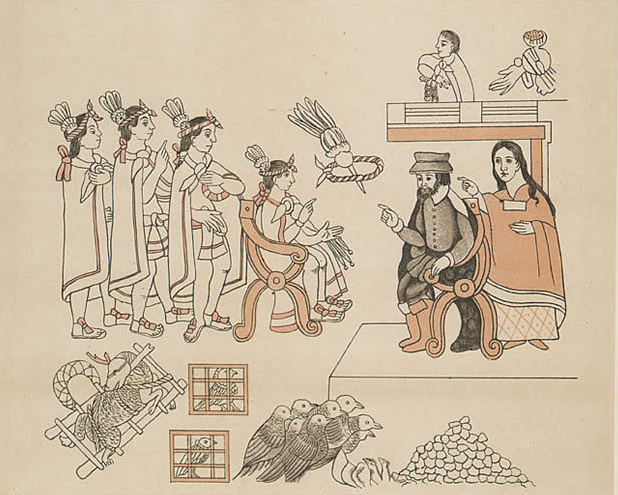
ملاقات کورتس و موکتزوما دوم با مالینش به عنوان مترجم.

نیروهای ترکیبی در اوایل نوامبر ۱۵۱۹ به تنوچتیتلان رسیدند، جایی که موکتزوما در مسیری که به شهر منتهی می‌شد با آنها برخورد کرد.  مالینش در میانه این رویداد بود و مکالمه بین کورتس و موکتزوما را ترجمه می‌کرد.   گومارا می‌نویسد که موکتزوما «از طریق مالینچه و آگیلار صحبت می‌کرد»، اگرچه سوابق دیگر نشان می‌دهند که مالینچه قبلاً مستقیماً ترجمه می‌کرد،  زیرا او خودش به سرعت مقداری اسپانیایی را یادگرفته بود.   سخنرانی گلدار موکتزوما، که از طریق مالینش در جلسه ایراد شد، توسط اسپانیایی‌ها ادعا شده‌است که نشان دهنده تسلیم است، اما این تفسیر توسط مورخان مدرن دنبال نمی‌شود.   ماهیت تمایز گفتار را می‌توان با استفاده موکتزوما از تکپی‌اللهتولی توضیح داد. یک ثبت ناهواتل که به دلیل غیرمستقیم بودن و مجموعه پیچیده‌ای از پسوندهای احترامی معروف است.   علیرغم توانایی ظاهری مالچینه در درک تکپی‌اللهتولی، ممکن است برخی نکات ظریف در ترجمه از بین رفته باشد.  اسپانیایی‌ها، عمداً یا نه، ممکن است سخنان موکتزوما را اشتباه تفسیر کرده باشند. 
تنوشتیتلان در اواخر سال ۱۵۲۱ سقوط کرد و پسر مارینا توسط کورتس، مارتین کورتس در سال ۱۵۲۲ متولد شد. در طول این مدت، مالینچه یا مارینا در خانه‌ای که کورتس برای او در شهر کویوآکان، هشت مایلی جنوب تنوشتیتلان ساخته بود، اقامت داشت. شهر پایتخت آزتک در حال بازسازی بود تا به عنوان مکزیکو سیتی تحت کنترل اسپانیا عمل کند. کورتس مارینا را برای کمک به سرکوب شورش در هندوراس در ۱۵۲۴–۱۵۲۶، زمانی که او دوباره به عنوان مترجم خدمت کرد (او ممکن است گویش‌های مایا را فراتر از چونتال و یوکاتان می‌شناخت). هنگامی که در شهر کوهستانی اوریزابا در مرکز مکزیک بود، با خوان جارامیلو، یک هیدالگو اسپانیایی ازدواج کرد. برخی از محققان معاصر تخمین زده‌اند که او کمتر از یک دهه پس از فتح مکزیک-تنوچتیتلان، در مقطعی قبل از فوریه ۱۵۲۹ درگذشت.  پسرش دون مارتین از او به یادگار ماند که عمدتاً توسط پدرش بزرگ شد. خانواده، و یک دختر دونا ماریا، که توسط جارامیلو و همسر دومش دونا بئاتریز د آندرادا بزرگ شد. 
اگرچه مارتین اولین پسر کورتس و وارث نهایی کورتس بود، اما رابطه او با مارینا توسط مورخان برجسته اسپانیایی مانند فرانسیسکو لوپز د گومارا مستند ضعیفی بود. او هرگز به نام مارینا اشاره نکرد، حتی در کار او به عنوان مترجم کورتس. حتی در طول زندگی مارینا، او زمان کمی را با مارتین سپری کرد. اما بسیاری از محققان و مورخان فرزند چند نژادی او را با کورتس به‌عنوان آغاز نمادین جمعیت بزرگ مزوآمریکا مشخص کرده‌اند.

## نقش در فتح مکزیک

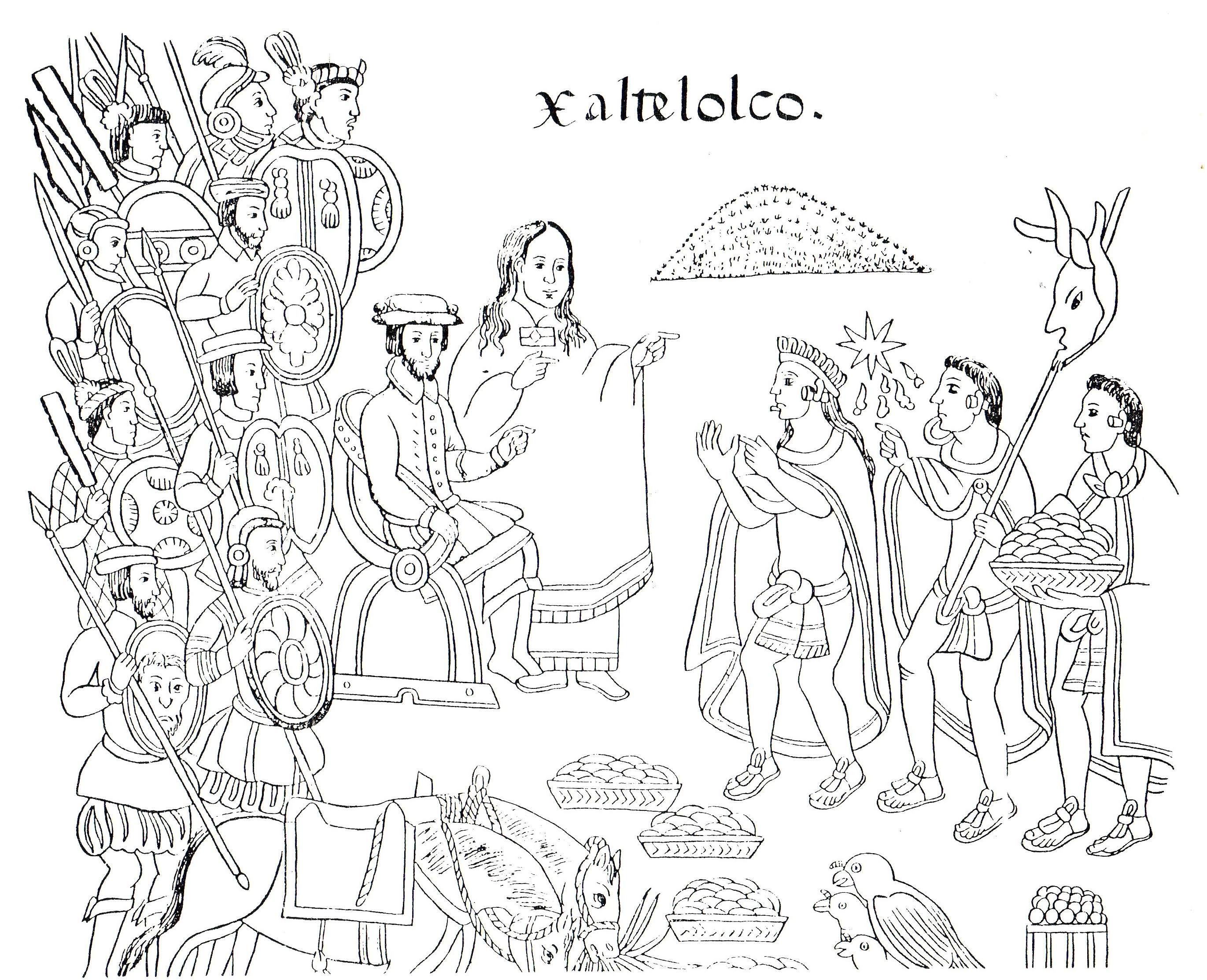
لا مالینچه و ارنان کورتس در شهر تلاتلوکو، در نقاشی از کدکس اواخر قرن شانزدهم History of Tlaxcala

برای فاتحان، داشتن یک مترجم قابل اعتماد به اندازه کافی مهم بود، اما شواهدی وجود دارد که نقش و نفوذ مارینا همچنان بزرگتر بود. برنال دیاز دل کاستیلو، سربازی که در دوران پیری جامع‌ترین گزارش‌های شاهدان عینی، Historia verdadera de la conquista de la Nueva España («داستان واقعی فتح اسپانیا جدید») را ارائه کرد، مکرراً صحبت می‌کند. و با احترام از «بانوی بزرگ» دونا مارینا (همیشه از عنوان افتخاری Doña استفاده می‌کند). او می‌نویسد: «بدون کمک دونا مارینا، ما زبان اسپانیای جدید و مکزیک را نمی‌فهمیدیم.» رودریگز د اوکانا، یکی دیگر از فاتحان، اظهارات کورتس را نقل می‌کند که بعد از خدا، مارینا دلیل اصلی موفقیت او بود.
شواهد به دست آمده از منابع بومی، هم در تفسیرهای مربوط به نقش او و هم در برجستگی او در نقاشی‌های کدکس که از رویدادهای فتح ساخته شده، جالب‌تر است. اگرچه برای برخی مارینا ممکن است به عنوان یک خائن شناخته شود، اما همه تلکسکالان او را چنین نمی‌دانستند. در برخی تصاویر، او را «بزرگ‌تر از زندگی»،  گاهی بزرگ‌تر از کورتس، در لباس‌های غنی نشان می‌دادند، و اتحادی بین او و تلکسکالان به جای آنها و اسپانیایی‌ها نشان داده می‌شود. آنها به او احترام می‌گذاشتند و به او اعتماد می‌کردند و او را در نسل‌های بعد از تسخیر اسپانیا به این شکل به تصویر می‌کشیدند. 
برای مثال، در Lienzo de Tlaxcala (تاریخ Tlaxcala)، نه تنها کورتس به ندرت بدون اینکه مارینا در کنارش آماده باشد به تصویر کشیده می‌شود، بلکه او گاهی به تنهایی نشان داده می‌شود و ظاهراً به‌عنوان یک مرجع مستقل وقایع را هدایت می‌کند. اگر او برای زندگی درباری آموزش دیده بود، همان‌طور که در روایت دیاز وجود دارد، رابطه او با کورتس احتمالاً از الگوی آشنای ازدواج در میان طبقات نخبگان بومی پیروی می‌کرد. نقش همسر ناهوا که از طریق یک اتحاد به دست می‌آید، کمک به شوهرش برای دستیابی به اهداف نظامی و دیپلماتیکش بود.
مورخان امروزی به مهارت‌های دیپلماتیک مارینا اعتبار زیادی می‌دهند و برخی «تقریباً وسوسه می‌شوند که او را فاتح واقعی مکزیک بدانند». در واقع، فاتحان قدیمی در مناسبت‌های مختلف به یاد می‌آورند که یکی از بزرگ‌ترین مهارت‌های او توانایی او در متقاعد کردن سایر بومیان به آنچه می‌توانست درک کند، این بود که ایستادن در برابر فلز (اسلحه) اسپانیایی و کشتی‌های اسپانیایی بی‌فایده است. برخلاف قسمت‌های قبلی گزارش دیاز دل کاستیو، پس از اینکه مارینا شروع به کمک به کورتس کرد، اسپانیایی‌ها در یک موقعیت دیگر مجبور به مبارزه شدند.
اگر لامالینچه به دلیل مهارت‌های زبانی خود بخشی از فتح مکزیک نبود، ارتباط بین اسپانیایی‌ها و مردم بومی بسیار سخت‌تر می‌شد. لامالینچه می‌دانست که چگونه در میان قبایل و طبقات خاص بومی با لحن‌ها و لحن‌های مختلف صحبت کند. برای مخاطبان ناهوا، او به صورت لفاظی، رسمی و بلند سخن گفت. این تغییر به رسمیت باعث شد ناهوا این تصور را ایجاد کند که او یک نجیب زنی است که می‌داند در مورد چه چیزی صحبت می‌کند. 

## تصویر در مکزیک معاصر

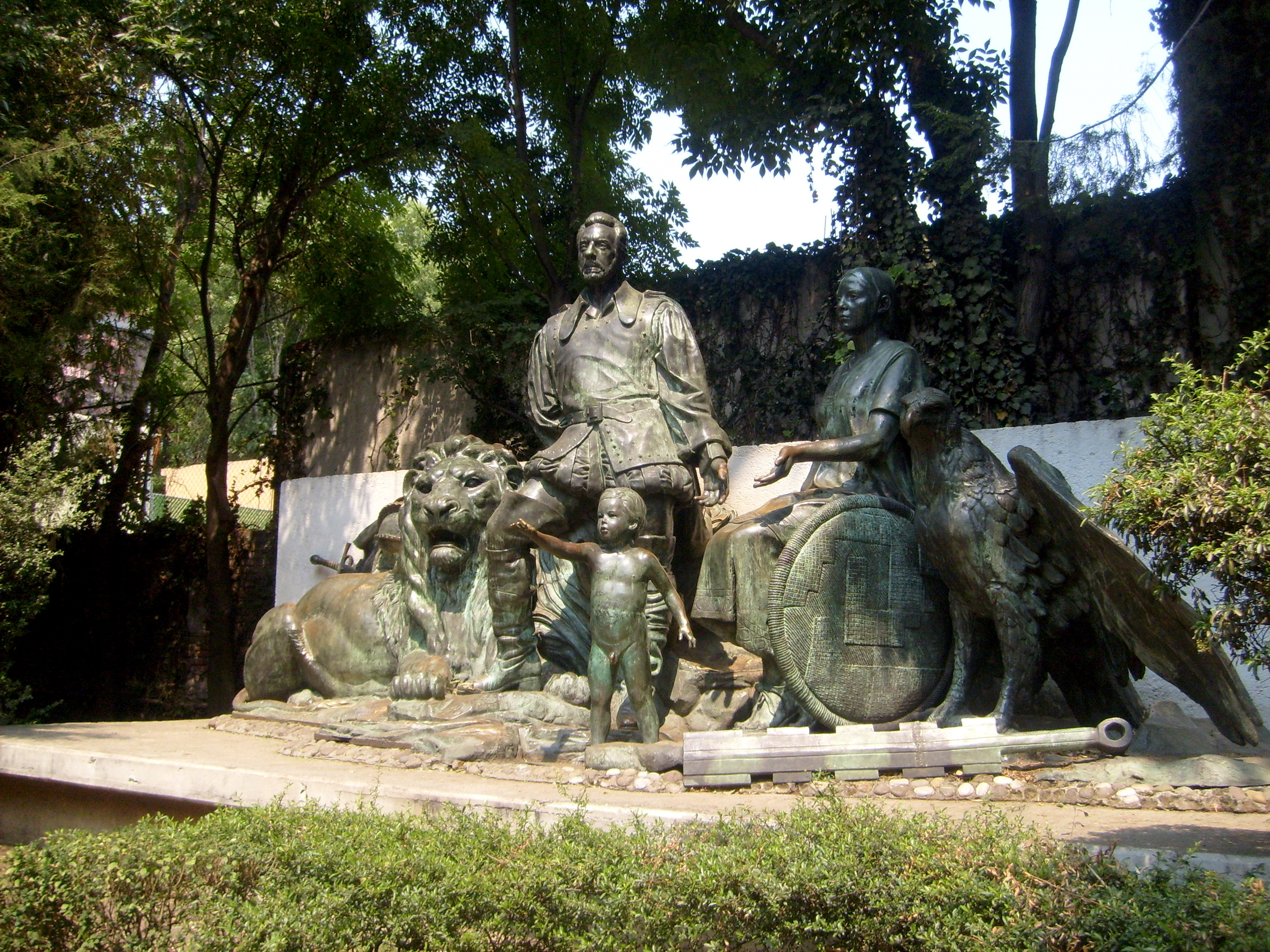
مجسمه مدرن کورتس، مارینا و پسرشان مارتین، که به دلیل اعتراضات از یک مکان برجسته نمایش به مکانی مبهم منتقل شد.

تصویر مالینچ به یک کهن الگوی اسطوره ای تبدیل شده‌است که هنرمندان اسپانیایی‌تبار آمریکایی آن را در اشکال مختلف هنری نشان داده‌اند. شخصیت او در ابعاد تاریخی، فرهنگی و اجتماعی فرهنگ‌های اسپانیایی آمریکایی نفوذ می‌کند.  در دوران مدرن و در چندین ژانر، او با یورونا (داستان فولکلور زنی که برای فرزندان از دست رفته گریه می‌کند) و سربازان مکزیکی (زنانی که در طول انقلاب مکزیک در کنار مردان جنگیدند) مقایسه می‌شود اقدامات شجاعانه ای داشت.
میراث لامالینچه یکی از اسطوره‌های آمیخته با افسانه و نظرات مخالف مردم مکزیک در مورد زن افسانه ای است. برخی او را به‌عنوان چهره‌ای بنیان‌گذار ملت مکزیک می‌دانند، در حالی که برخی دیگر همچنان او را یک خائن می‌دانند - همان‌طور که ممکن است از یک افسانه فرض شود که او خواهر دوقلویی داشته که به شمال رفته‌است، و از لقب تحقیرآمیز لا چینگادا که با دوقلوی او مرتبط است. .
مداخلات فمینیستی در شخصیت مالینش در دهه ۱۹۶۰ آغاز شد. کار روزاریو کاستلانوس بسیار مهم بود. چیکاناس شروع کرد از او به عنوان یک «مادر» یاد کرد زیرا آنها او را به عنوان نمادی برای دوگانگی و هویت پیچیده پذیرفتند. شعر بعدی کاستلانوس «مالچینه» او را نه به عنوان یک خائن، بلکه به عنوان یک قربانی دوباره معرفی کرد. فمینیست‌های مکزیکی از مالینش به‌عنوان زنی که بین فرهنگ‌ها گرفتار شده و مجبور به اتخاذ تصمیم‌های پیچیده شده بود، دفاع می‌کردند که در نهایت به‌عنوان مادر یک نژاد جدید عمل کرد.
امروزه در زبان اسپانیایی مکزیکی، از واژه‌های مالینشیسم و مالینچیستا برای محکوم کردن مکزیکی‌هایی استفاده می‌شود که تصور می‌شود با ترجیح دادن بیان‌های فرهنگی خارجی، میراث فرهنگی خود را انکار می‌کنند.
برخی از مورخان بر این باورند که لامالینچ قوم خود را از دست آزتک‌ها که در سراسر قلمرو هژمونی داشتند و از ساکنان آن خراج می‌خواستند نجات داد. برخی از مکزیکی‌ها نیز به او اعتبار می‌دهند که مسیحیت را از اروپا به دنیای جدید آورده‌است و به این دلیل که کورتس را انسانی‌تر از آنچه که در غیر این صورت می‌بود تحت تأثیر قرار داده‌است. با این حال، استدلال می‌شود که بدون کمک او، کورتس در فتح آزتک‌ها به این سرعت موفق نمی‌شد و به مردم آزتک زمان کافی برای انطباق با فن آوری و روش‌های جدید جنگ می‌داد. از این منظر، او به عنوان کسی که با جانبداری از اسپانیایی‌ها به مردم بومی خیانت کرده‌است. اخیراً تعدادی از لاتین‌های فمینیست چنین طبقه‌بندی را به عنوان بذل قربانی تقبیح کرده‌اند. 
رئیس‌جمهور خوزه لوپز پورتیلو مجسمه ای از کورتس، دونا مارینا و پسرشان مارتین را سفارش داد که در مقابل خانه کورتس در بخش کویوآکان مکزیکو سیتی قرار داده شد. هنگامی که لوپز پورتیلو دفتر را ترک کرد، مجسمه به پارکی مبهم در پایتخت منتقل شد.

## یادداشت
1. ↑  Chontal is closely related to Yucatecan, but they are sufficiently distinct to hamper intelligibility.[۲۰][۲۱] Around this time, traders from the Yucatán Peninsula (who spoke Yucatecan) often were active in this region,[۲۲] and Malinche may have learned the language from them.[۲۰] Alternatively, she may have done some adjustment to be able to converse with speakers of other Maya varieties. (This would have been unusual.)[۲۳]
2. ↑  Díaz explained this phenomenon by positing that “Malinche” in reference to Cortés was a shorthand for "Marina's Captain", because she was always in his company.[۳۶] But Townsend said that possessive construction in Nahuatl cannot be shortened that way. Moreover, Díaz's theory does not explain the fact that "Malinche" was also applied to Juan Perez de Arteaga,[۳۷] another Spaniard learning Nahuatl from her.[۳۸]